# Sibylle de Baugé
Sibylle de Baugé ou Bâgé, est dame de Bresse puis comtesse de Savoie par son mariage avec Amédée V de Savoie, auquel elle apporte par dot la Bresse.

## Biographie

### Origine
Sibylle ou Sibille (parfois Simone) est la fille unique de Guy II de Baugé (aujourd'hui Bâgé), seigneur de Baugé et de Bresse, et de Dauphine de Saint-Bonnet, que le  Père Anselme, La Mure ou encore Samuel Guichenon désignent par Dauphine de Lavieu, dame de Saint-Bonnet. Ces auteurs la font ainsi « vitcomtesse de Lavieu », titre qui en réalité est une invention. L’année de naissance nous est connue puisque Guy de Baugé teste le 5 avril 1255 et lègue l’ensemble de ses biens à l’enfant qui va naître. Par sa mère Dauphine de St-Bonnet, elle est dame de Miribel en Forez.

### Mariage et descendance
Sibylle de Baugé est mariée en 1272, à l'âge de 17 ans, à Amédée V, comte de Savoie. Les fiançailles sont célébrées le 5 juillet 1272 au château de Chillon.
Ils ont sept ou probablement huit enfants, dont deux fils qui seront comte de Savoie : Édouard de Savoie dit « le Libéral » et Aymon de Savoie dit « Aymon le Pacifique », qui règnent successivement à la suite de leur père, :
- Bonne (v.1275-1294/1300) est mariée par dispense[4], en 1280, à Jean Ier (1264-1282), dauphin du Viennois[10], mais non consommé. Elle est ensuite mariée à Hugues ou Hugonin de Bourgogne († 1324), seigneur de Montbozon, en 1282[4] ;
- Éléonore ou Aliénor (v.1279-1324), épouse en 1292 à Paris Guillaume Ier de Châlon dit le Grand (1277-1304), comte d'Auxerre, un parent au quatrième degré et dont le mariage a été accordé par dispense par le pape Nicolas IV[4]. Elle est remariée en 1305 à Dreux IV de Mello († 1311)[4]. Elle épouse enfin en troisièmes noces, en 1311, Jean Ier (1275-1334), comte de Forez[4] ;
- Jean († 1284[4] ou 1294[6]) ;
- Béatrice († entre 1291 et 1294), fiancée en 1291 à Guillaume de Genève, qui épousera finalement sa sœur cadette[11] ;
- Édouard (1284-1329), dit le Libéral, succédant à son père[4] ;
- Marguerite († 1359), mariée en 1296 à Jean Ier de Montferrat (1277-1305), marquis de Montferrat[4] ;
- Agnès (1286-1322), épouse le 31 août 1297 Guillaume III (1286-1320), comte de Genève[4],[11] ;
- Aymon, surnommé le Pacifique (1291-1343), devient comte de Savoie, succédant à son frère Édouard[4].

### Rattachement de la Bresse à la Savoie
Fille unique et héritière de Guy II sire de Baugé, seigneur souverain de Bresse, Sibylle de Baugé apporte en dot la Bresse à son mariage avec Amédée V de Savoie. La Bresse est alors rattachée à la Savoie.
Bien avant le mariage d'Amédée et de Sybille, en fait depuis la fin du XIe siècle, la maison de Savoie était déjà implantée dans la région de Belley, le Valromay et la Michaille.
Ce mariage et surtout la dot qu'elle implique sont l'œuvre de l'oncle de son mari, Philippe Ier, alors comte de Savoie. À l'époque où il était encore archevêque de Lyon, Philippe s'était fait nommer tuteur des enfants de Renaud IV de Baugé (grand-père de Sibylle), et avait pu œuvrer en tant que régent à la réunion de la Bresse à ses États. Un premier « legs » est effectué en 1266 au nom des enfants de Renaud (oncles et tantes de Sibylle) et au bénéfice de Philippe, le reste du domaine étant rattaché à la Savoie par le mariage de Sibylle.

### Mort et sépulture
Elle meurt le 27 mai 1294 et est enterrée le 4 juin de la même année dans le cimetière de l'église de l'abbaye d'Hautecombe. Dans son testament, elle lègue des sommes assez importantes à l'abbaye et à d'autres églises du comté.